# Psydrax kraussioides
Psydrax kraussioides är en måreväxtart som först beskrevs av William Philip Hiern, och fick sitt nu gällande namn av Diane Mary Bridson. Psydrax kraussioides ingår i släktet Psydrax och familjen måreväxter. Inga underarter finns listade i Catalogue of Life.